# Ivan Pavlovych Puluj
Ivan Pavlovych Puluj (tiếng Ukraina: Іван Павлович Пулюй, phát âm [iˈwɑn pʊˈlʲuj]; tiếng Đức: Johann Puluj; 2 tháng 2 năm 1845 – 31 tháng 1 năm 1918) là một nhà vật lý và nhà phát minh người Ukraina, được coi là người phát triển sớm việc sử dụng tia X trong hình ảnh y khoa. Những đóng góp của ông phần lớn bị lãng quên cho đến cuối thế kỷ 20.

## Tiểu sử
Ông là con trai của Pavlo Puluj và Xenia nhũ danh Burshtynska (tiếng Ukraina: син Павла́ Пулю́я i Ксенiї ур. Бурштинської).
Ông tốt nghiệp danh dự Khoa Thần học của Đại Học Viên (1869), sau đó là Khoa Triết học (1872). Năm 1876 Puluj hoàn thành bằng tiến sĩ về ma sát trong chất khí tại Đại Học Strasbourg dưới sự hướng dẫn của August Kundt. Puluj giảng dạy tại Học viện Hải quân ở Fiume (Rijeka, Croatia) (1874–1876), Đại Học Viên (1874-1884) và Đại Học Kỹ Thuật Hoàng Gia Đức Ở Praha (1884-1916). Ông từng là hiệu trưởng trường Đại học Kỹ thuật Hoàng gia Đức (tiếng Đức: Kaiserlich-Königlich Deutsche technische Hochschule) năm 1888-1889. Puluj cũng làm cố vấn nhà nước về kỹ thuật điện cho chính quyền địa phương Bohemia và Morava.
Ngoài ra, ông còn hoàn thành bản dịch Kinh thánh sang tiếng Ukraina.

## Đời tư
Ngày 4 tháng 10 năm 1884, ông kết hôn với Kateřina nhũ danh Stožicky (1863–1945) tại Vienna. Họ có sáu người con: Natalia (vợ nhà soạn nhạc Vasyl Barvinsky), Olga, Maria Xenia Margareta (mất ở Vienna năm 1974), Alexander Hans (1901–1984), Pavlo (mất năm 1986) và Georg (1906–1987).

## Đóng góp khoa học

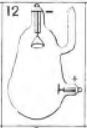
Ống tia âm cực số 12, thiết kế của Ivan Puluj, khoảng năm 1896

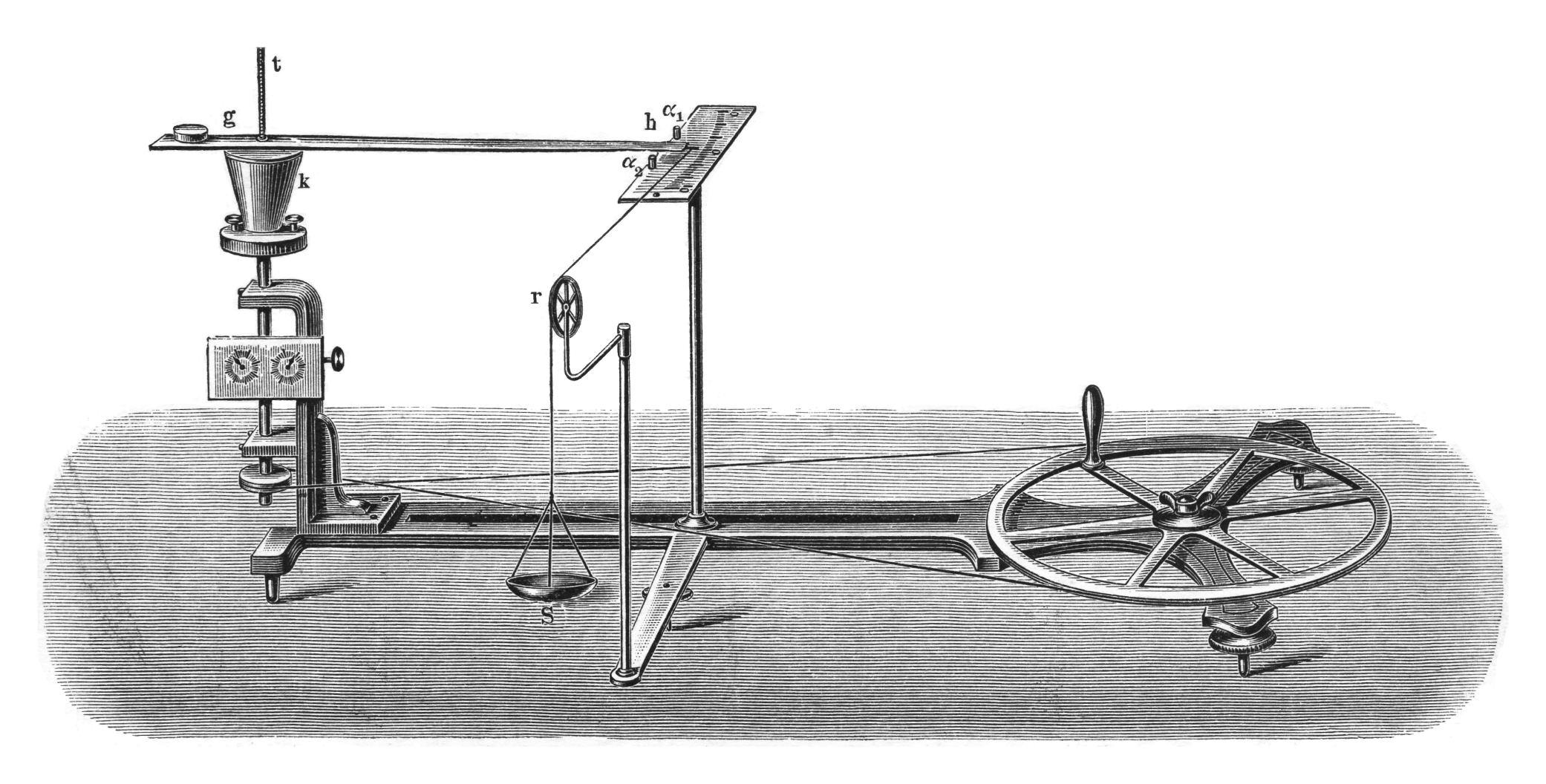
Thiết bị của Puluj để xác định tương đương cơ học của nhiệt

Puluj đã thực hiện nghiên cứu chuyên sâu về các tia âm cực, xuất bản nhiều bài báo về các tia này trong khoảng thời gian từ 1880 đến 1882. Năm 1881, nhờ kết quả của các thí nghiệm về cái mà ông gọi là ánh sáng lạnh, Giáo sư Puluj đã phát triển đèn Puluj. Puluj đã thử nghiệm thiết bị mới của mình và công bố kết quả trong bài báo khoa học Vật chất điện phát sáng và trạng thái thứ tư của vật chất trong Ghi chép của Viện Hàn lâm Khoa học Hoàng gia Áo (1880–1883), nhưng trình bày ý tưởng của mình một cách mơ hồ và sử dụng những thuật ngữ lỗi thời. Puluj đã đạt được một số sự công nhận khi công trình của ông được dịch và xuất bản thành sách bởi Hiệp hội Hoàng gia ở Anh.
Mặc dù phát hiện của Puluj về cơ bản là tia X, nhưng ông đã báo cáo kết quả của mình 6 tuần sau khi Wilhelm Conrad Röntgen công bố kết quả của mình, và không thể được công nhận là người đã phát hiện ra tia X.
Puluj còn có nhiều khám phá khác. Ông đặc biệt được chú ý vì đã phát minh ra một thiết bị xác định tương đương cơ học của nhiệt được trưng bày tại Triển lãm Toàn cầu tổ chức ở Paris vào năm 1878. Puluj cũng tham gia mở một số nhà máy điện ở Áo-Hungary.

## Vinh danh
- Đại học Kỹ thuật Quốc gia Ternopil Ivan Pul'uj của Ukraina được đặt theo tên ông.
- Một con tem đã được phát hành nhân dịp kỷ niệm 150 năm ngày sinh của Puluj vào năm 1995.[9]
- Một số đường phố ở Kyiv, Lviv và các thành phố khác của Ukraina được đặt tên theo tên của Ivan Puluj.
- Vào ngày 14 tháng 5 năm 2021, tiểu hành tinh 226858 Ivanpuluj, được các nhà thiên văn học tại Đài quan sát thiên văn Andrushivka phát hiện vào năm 2004, đã được Nhóm làm việc về Danh pháp các vật thể nhỏ đặt tên để tưởng nhớ ông.

## Ủng hộ văn hóa Ukraina

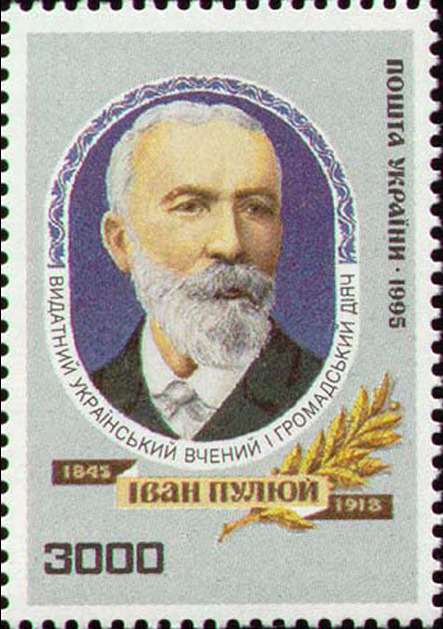
Tem bưu chính Ukraina kỉ niệm 150 năm sinh của Ivan Puluj, 1995

Puluj còn được biết đến là người có những đóng góp trong việc quảng bá văn hóa Ukraina. Ông tích cực ủng hộ việc mở một trường đại học tiếng Ukraina ở Lviv và xuất bản các bài báo ủng hộ tiếng Ukraina. Cùng với P. Kulish và I. Nechuy-Levytsky, ông đã dịch Phúc âm và Thánh vịnh sang tiếng Ukraina. Là một giáo sư, Puluj đã tổ chức học bổng cho sinh viên Ukraina ở Áo-Hungary.